# Szamossályi
Szamossályi je vas na Madžarskem, ki upravno spada pod podregijo Fehérgyarmati Županije Szabolcs-Szatmár-Bereg.